# کریستوفر شورچ
کریستوفر شورچ (انگلیسی: Christopher Schorch؛ زادهٔ ۳۰ ژانویهٔ ۱۹۸۹) بازیکن فوتبال اهل آلمان است.
از باشگاه‌هایی که در آن بازی کرده‌است می‌توان به باشگاه فوتبال رئال مادرید، باشگاه فوتبال کلن، باشگاه فوتبال رئال مادرید کاستیا، باشگاه فوتبال بوخوم، باشگاه فوتبال انرژی کوتبوس، باشگاه فوتبال هرتابرلین، و باشگاه فوتبال دویسبورگ اشاره کرد.
وی همچنین در تیم‌های ملی فوتبال جوانان آلمان، و جوانان آلمان، و جوانان آلمان، و جوانان آلمان، بازی کرده‌است.